# Сали Бретон
Сали Дејвис (енгл. Sally Davis; 23. април 1980), позната под уметничким именом Сали Бретон (енгл. Sally Bretton), британска је телевизијска и филмски глумица.
Бретонова је најпознатија по улози Марте Лојд у серијама Смрт у рају и Више од раја.